# Sentier de grande randonnée NC Nord
Le GR NC Nord, lancé en 2013, se compose en 2015 de 4 étapes, en Province Nord, sur la côte est, entre Poindimié et Hienghene :
- Caba (vallée de la Tchamba) - Saint-Thomas ; 20,6 km, 7h, ̟ 820m,
- Au Ti Tââ - PombéÎ ; 19,3 km, 7h, ̟960m,
- Pombéï - Tiwae ; 16,8 km, 6h30, ̟920 m,
- Tiwae - Ouanache ; 16,8 km, 5h30, ̟712 m.

À terme, il devrait couvrir 400 km, et rejoindre le sentier de grande randonnée NC1 de la Province sud.
En juillet-août 2016, un cinquième tronçon ouvre, reliant Caba (Poindimié) et Ponérihouen.